# Axiocteta oenoplex
Axiocteta oenoplex är en fjärilsart som beskrevs av Turner 1902. Axiocteta oenoplex ingår i släktet Axiocteta och familjen nattflyn. Inga underarter finns listade i Catalogue of Life.